# (7498) Blaník
(7498) Blaník, désignation internationale (7498) Blanik, est un astéroïde de la ceinture principale.

## Description
(7498) Blanik est un astéroïde de la ceinture principale. Il fut découvert le 16 janvier 1996 à l'Observatoire Kleť par Zdeněk Moravec. Il présente une orbite caractérisée par un demi-grand axe de 3,18 UA, une excentricité de 0,02 et une inclinaison de 20,8° par rapport à l'écliptique.

## Compléments